# Ashe (cantora)
Ashlyn Rae Willson (24 de abril de 1993), mais conhecida como Ashe, é uma cantora e compositora estadunidense. Ela ficou conhecida por seu single "Moral of the Story" de 2019, que foi apresentado na trilha sonora do filme da Netflix, To All the Boys: P.S. I Still Love You (2020) e foi produzida por Noah Conrad com produção adicional de Finneas O'Connell. Ashe também escreveu o single "You Don't Do It for Me Anymore" para Demi Lovato em 2017 e fez turnê com Lauv, Whethan e Louis The Child. Ela foi indicada ao Juno Awards por seu single "Let You Get Away", com Shaun Frank.

## Vida pessoal
Ashlyn Rae Willson nasceu em 24 de abril de 1993 e cresceu em uma família cristã em São José. Ela começou a frequentar aulas de piano e vocal aos 8 anos de idade. Ashe afirma que cresceu ouvindo apenas música cristã e que agradece ao avô por apresentá-la à música de nomes como Bob Dylan, The Beatles e Jefferson Airplane. Ela estudou na Berklee College of Music e se formou em escrita e produção contemporânea em 2015.

## Carreira

### 2015–2017: Início de carreira
Ashe começou cantando demos de suas composições em Nashville antes de chamar a atenção do produtor de deep house sueco Ben Phipps, que a convidou para cantar em sua faixa "Sleep Alone" em 2015. Nos dois anos seguintes, Ashe se especializou em aparecer em várias faixas de dance e house de nomes como Louis the Child e Whethan. Seu single de 2016 "Can't Hide" com Whethan foi seu quinto no. 2 nas paradas dos EUA e do Spotify Global Viral 50. Em 2017, seu single "Let You Get Away", com o DJ canadense Shaun Frank, foi nomeado para Dance Recording of the Year no Juno Awards de 2017 e foi certificado com ouro no Canadá em 2019. Ashe ajudou Demi Lovato a compor seu single de 2017 "You Do not Do It For Me Any More", de seu álbum certificado de platina nos Estados Unidos, Tell Me You Love Me (2017). Entre outubro de 2017 e janeiro de 2018, Ashe embarcou em turnês com Louis the Child, Lauv e Whethan. Depois de assinar com o selo independente Mom + Pop, ela lançou seu single de estreia "Used to It" em junho de 2017 e "Girl Who Cried Wolf" em novembro de 2017. "Used to It" foi seu segundo single a alcançar o topo do gráfico do Spotify Global Viral 50.  Ashe apareceu ao lado de Billie Eilish e Lewis Capaldi na lista de Artistas para Assistir em 2018 da Vevo. Ao longo de abril de 2017, Ashe apoiou The Chainsmokers durante sua turnê Memories Do Not Open Tour e se apresentou no palco com Big Gigantic durante o Coachella Festival de 2017.

### 2018–presente: Estreia solo
No momento em que Ashe lançou seu primeiro EP The Rabbit Hole em junho de 2018, ela tinha registrado mais de 200 milhões de streams acumulativos e nove canções no topo da plataforma Hype Machine. O EP foi descrito como "uma relação versátil e atraente de sete faixas". Ashe apoiou Quinn XCII em sua turnê From Michigan with Love World Tour, durante a qual ela também lançou seu single "Moral of the Story". Em 5 de abril de 2019, Ashe lançou o EP de quatro faixas, Moral of the Story: Chapter 1, que foi inteiramente produzido por Finneas O'Connell. Finneas também produziu três das quatro faixas de seu EP de sequência, Moral of the Story: Chapter 2.
Em fevereiro de 2020, o single "Moral of the Story" foi usado na comédia romântica adolescente da Netflix To All the Boys: PS I Still Love You (2020), o que fez com que a música alcançasse o segundo lugar nas paradas dos EUA e Global Viral 50 do Spotify, e alcançando mais de 12 milhões de streams na plataforma. Ashe fez sua estreia nas paradas musicais na Billboard Hot 100 com "Moral of the Story" e na Billboard 200 com Moral of the Story: Chapter 1. Ashe também lançou um dueto de "Moral of the Story" com o cantor irlandês Niall Horan. Em junho de 2020, o single foi usado em mais de 901.400 vídeos na plataforma TikTok. Em agosto de 2020, sua colaboração com Niall Horan atingiu 20 milhões de streams no Spotify. Em março de 2021 ela lançou o single "Till Forever Falls Apart", juntamente com FINNEAS. Seu álbum de estreia, Ashlyn, foi anunciado pela cantora na primeira semana de abril e será lançado no dia 7 de maio de 2021.

## Características musicais
Ela afirma que o jazz, Diane Keaton e Carole King são as principais influências e inspirações para sua própria música. Ashe colocou um "e" em seu nome artístico para homenagear Carole King. Os artistas que ela admira são Stevie Nicks, King, John Mayer, Justin Vernon e Bon Iver.[carece de fontes?]

## Discografia

### Álbuns de estúdio
| Álbum  | Detalhes |
| ------ | --- |
| Ashlyn | - Lançamento: 7 de maio de 2021 - Gravadora: Mom+Pop - Formatos: CD, disco de vinil, fita cassete, download digital, streaming |

### Extended plays(EPs)
| EP                                                                                 | Detalhes | Melhores posições nas tabelas | Melhores posições nas tabelas | Melhores posições nas tabelas | Melhores posições nas tabelas | Melhores posições nas tabelas |
| EP                                                                                 | Detalhes | EUA                           | EUA Heat.                     | EUA Alt.                      | EUA Indie                     | CAN                           |
| ---------------------------------------------------------------------------------- | --- | ----------------------------- | ----------------------------- | ----------------------------- | ----------------------------- | ----------------------------- |
| The Rabbit Hole                                                                    | - Lançamento: 22 de junho de 2018 - Gravadora: Mom+Pop - Formato(s): Download digital, streaming            | —                             | —                             | —                             | —                             | —                             |
| Moral of the Story: Chapter 1                                                      | - Lançamento: 5 de abril de 2019 - Gravadora: Mom+Pop - Formato(s): Download digital, streaming             | 157                           | 2                             | 10                            | 19                            | 72                            |
| Moral of the Story: Chapter 2                                                      | - Lançamento: 9 de agosto de 2019 - Gravadora: Mom+Pop - Formato(s): CD, download digital, streaming, vinil | —                             | —                             | —                             | —                             | —                             |
| "—" denota lançamentos que não entraram nas paradas ou não foram lançadas no país. | |                               |                               |                               |                               |                               |

### Singles
| Ano                                                                            | Canção                                                  | Melhores posições nas tabelas | Melhores posições nas tabelas | Melhores posições nas tabelas | Melhores posições nas tabelas | Melhores posições nas tabelas | Melhores posições nas tabelas | Melhores posições nas tabelas | Melhores posições nas tabelas | Melhores posições nas tabelas | Melhores posições nas tabelas | Álbum                         |
| Ano                                                                            | Canção                                                  | EUA                           | AUS                           | AUT                           | CAN                           | FRA                           | IRL                           | NOR                           | NZL Hot                       | SUI                           | UK                            | Álbum                         |
| ------------------------------------------------------------------------------ | ------------------------------------------------------- | ----------------------------- | ----------------------------- | ----------------------------- | ----------------------------- | ----------------------------- | ----------------------------- | ----------------------------- | ----------------------------- | ----------------------------- | ----------------------------- | ----------------------------- |
| 2017                                                                           | "Used to It"                                            | —                             | —                             | —                             | —                             | —                             | —                             | —                             | —                             | —                             | —                             | Não adicionado à nenhum álbum |
| 2017                                                                           | "Girl Who Cried Wolf"                                   | —                             | —                             | —                             | —                             | —                             | —                             | —                             | —                             | —                             | —                             | Não adicionado à nenhum álbum |
| 2018                                                                           | "Choirs"                                                | —                             | —                             | —                             | —                             | —                             | —                             | —                             | —                             | —                             | —                             | The Rabbit Hole               |
| 2019                                                                           | "Moral of the Story" (solo ou com part. de Niall Horan) | 71                            | 44                            | 29                            | 42                            | 71                            | 17                            | 35                            | 5                             | 30                            | 31                            | Moral of the Story: Chapter 1 |
| 2019                                                                           | "Bachelorette"                                          | —                             | —                             | —                             | —                             | —                             | —                             | —                             | —                             | —                             | —                             | Moral of the Story: Chapter 1 |
| 2019                                                                           | "In Disguise"                                           | —                             | —                             | —                             | —                             | —                             | —                             | —                             | —                             | —                             | —                             | Moral of the Story: Chapter 2 |
| 2019                                                                           | "Cold in California"                                    | —                             | —                             | —                             | —                             | —                             | —                             | —                             | —                             | —                             | —                             | Moral of the Story: Chapter 2 |
| 2019                                                                           | "Monday" (com Filous)                                   | —                             | —                             | —                             | —                             | —                             | —                             | —                             | —                             | —                             | —                             | Não adicionado à nenhum álbum |
| 2020                                                                           | "Save Myself"                                           | —                             | —                             | —                             | —                             | —                             | —                             | —                             | —                             | —                             | —                             | Não adicionado à nenhum álbum |
| 2021                                                                           | "Till Forever Falls Apart" (com FINNEAS)                | —                             | —                             | —                             | —                             | —                             | —                             | —                             | —                             | —                             | —                             | Ashlyn                        |
| 2021                                                                           | "I'm Fine"                                              | —                             | —                             | —                             | —                             | —                             | —                             | —                             | —                             | —                             | —                             | Ashlyn                        |
| 2021                                                                           | "When I’m Older"                                        | —                             | —                             | —                             | —                             | —                             | —                             | —                             | —                             | —                             | —                             | Ashlyn                        |
| 2021                                                                           | "Me Without You"                                        | —                             | —                             | —                             | —                             | —                             | —                             | —                             | —                             | —                             | —                             | Ashlyn                        |
| "—" denota singles que não entraram nas tabelas ou não foram lançados no país. |                                                         |                               |                               |                               |                               |                               |                               |                               |                               |                               |                               |                               |

### Créditos de composição
| Canção                           | Ano  | Artista(s)        | Álbum                         |
| -------------------------------- | ---- | ----------------- | ----------------------------- |
| "Wrong Way"                      | 2016 | Stone Van Brooken | Não adicionado à nenhum álbum |
| "You Don't Do It for Me Anymore" | 2017 | Demi Lovato       | Tell Me You Love Me           |
| "HOWL"                           | 2017 | Delaney Jane      | Não adicionado à nenhum álbum |
| "No One Has To Know"             | 2017 | Goldfish          | Late Night People             |